# 神鬼拍檔
《神鬼拍檔》（英語：Bad Company）是一部2002年喜劇動作片，由乔·舒马赫執導，基斯·洛克與安東尼·霍普金斯領銜主演。本作亦是2001年911事件之前最後一套在舊世界貿易中心內取景的大型製作電影。

## 演員
- 安東尼·霍普金斯飾演CIA探員Oakes
- 基斯·洛克飾演Jake Hayes / CIA探員Kevin Pope / Michael Turner
- 彼得·斯特曼飾演Adrik Vas
- 盖布瑞·马赫特飾演CIA探員Seale
- 凯莉·华盛顿飾演Julie Benson
- Adoni Maropis（英语：Adoni Maropis）飾演Jarma / Dragan Henchman #1
- Garcelle Beauvais（英语：Garcelle Beauvais）飾演Nicole
- Matthew Marsh（英语：Matthew Marsh (actor)）飾演Dragan Ađanić
- Dragan Mićanović（英语：Dragan Mićanović）飾演Michelle "The Hammer" Petrov
- 約翰·斯拉特里飾演CIA副處長Roland Yates
- Brooke Smith（英语：Brooke Smith (actress)）飾演CIA探員Swanson
- Daniel Sunjata（英语：Daniel Sunjata）飾演CIA探員Carew
- DeVone Lawson Jr.飾演CIA探員Parish
- Wills Robbins飾演CIA探員McCain
- Marek Vašut（英语：Marek Vašut）飾演Andre
- Irma P. Hall（英语：Irma P. Hall）飾演Banks太太
- Dan Ziskie（英语：Dan Ziskie）飾演CIA探員Dempsey
- John Aylward（英语：John Aylward）飾演CIA探員Ferren
- John Fink（英语：John Fink）飾演CIA探員Fink
- 迈克尔·伊利飾演"G-Mo"
- 謝伊·惠格姆飾演CIA探員Wells（未掛名）
- 查理·戴飾演Stoner（未掛名）

## 評價
本片遭到多數影評人批評。爛番茄根據135篇影評給出10%的「新鮮度」。據美國影院评分調查，觀眾的平均評價於A+至F間落於「B」。

## 原聲帶
原聲帶於2002年6月4日由好莱坞唱片發售，最高登上Billboard 200第98名和Top R&B/Hip-Hop Albums第11名。

## 外部連結
- 互联网电影数据库（IMDb）上《神鬼拍檔》的资料（英文）
- 爛番茄上《神鬼拍檔》的資料（英文）
- Box Office Mojo上《神鬼拍檔》的資料（英文）